# 273 Atropos
Atropos (asteroide 273) é um asteroide da cintura principal com um diâmetro de 29,27 quilómetros, a 2,011233 UA. Possui uma excentricidade de 0,1601802 e um período orbital de 1 353,67 dias (3,71 anos).
Atropos tem uma velocidade orbital média de 19,24662633 km/s e uma inclinação de 20,4417º.
Esse asteroide foi descoberto em 8 de Março de 1888 por Johann Palisa.
Este asteroide foi nomeado em homenagem à moira Átropos da mitologia grega.